# Ferdi Sabit Soyer
Ferdi Sabit Soyer (Nicosia, 5 marzo 1951) è un politico cipriota di etnia turco cipriota, primo ministro della Repubblica Turca di Cipro Nord dal 2005 al 2009.
Soyer, già leader degli unionisti di Cipro, è poi entrato nel parlamento della cosiddetta "Repubblica Turca di Cipro Nord" nel 1985, prima di diventarne primo ministro nel 2005, dopo essere stato nominato successore di Mehmet Ali Talat, primo ministro precedente, il 25 aprile.